# Biberonne
La Biberonne est une rivière de Seine-et-Marne en région Île-de-France, et un affluent de la Beuvronne, donc un sous-affluent de la Seine par le canal de l'Ourcq et la Marne.

## Géographie
La longueur de son cours d'eau est de 12,23 km de longueur et prend sa source à Moussy-le-Neuf, dans le département de Seine-et-Marne et la région Île-de-France.
Elle se situe à l’Ouest de la ligne de TGV au lieu dit « Les Fontaines de Brie ».
L'étang de Moussy-le-Vieux, un prétendu affluent de la Biberonne, prend sa source sur le lieu même et se jette dans la Biberonne.

## Communes traversées
Dans le seul département de Seine-et-Marne, la Biberonne traverse cinq communes : Moussy-le-Neuf (source), Moussy-le-Vieux, Villeneuve-sous-Dammartin, Thieux et Compans.

## Affluents
La Biberonne a 4 affluents référencés  et 1 sous-affluents :
- le ru de Thieux, (3,78 km) ;
- le fossé 01 du Moulin de Villeneuve, (2,42 km) ;
- le ru du Pré de Vilaine, (2,39 km) ;
  - le fossé 01 des Malbarreaux, (1,74 km) ;
- le fossé 01 des Noues de Compans, (1,34 km) ;

Donc, le rang de Strahler est de trois.

## Galerie

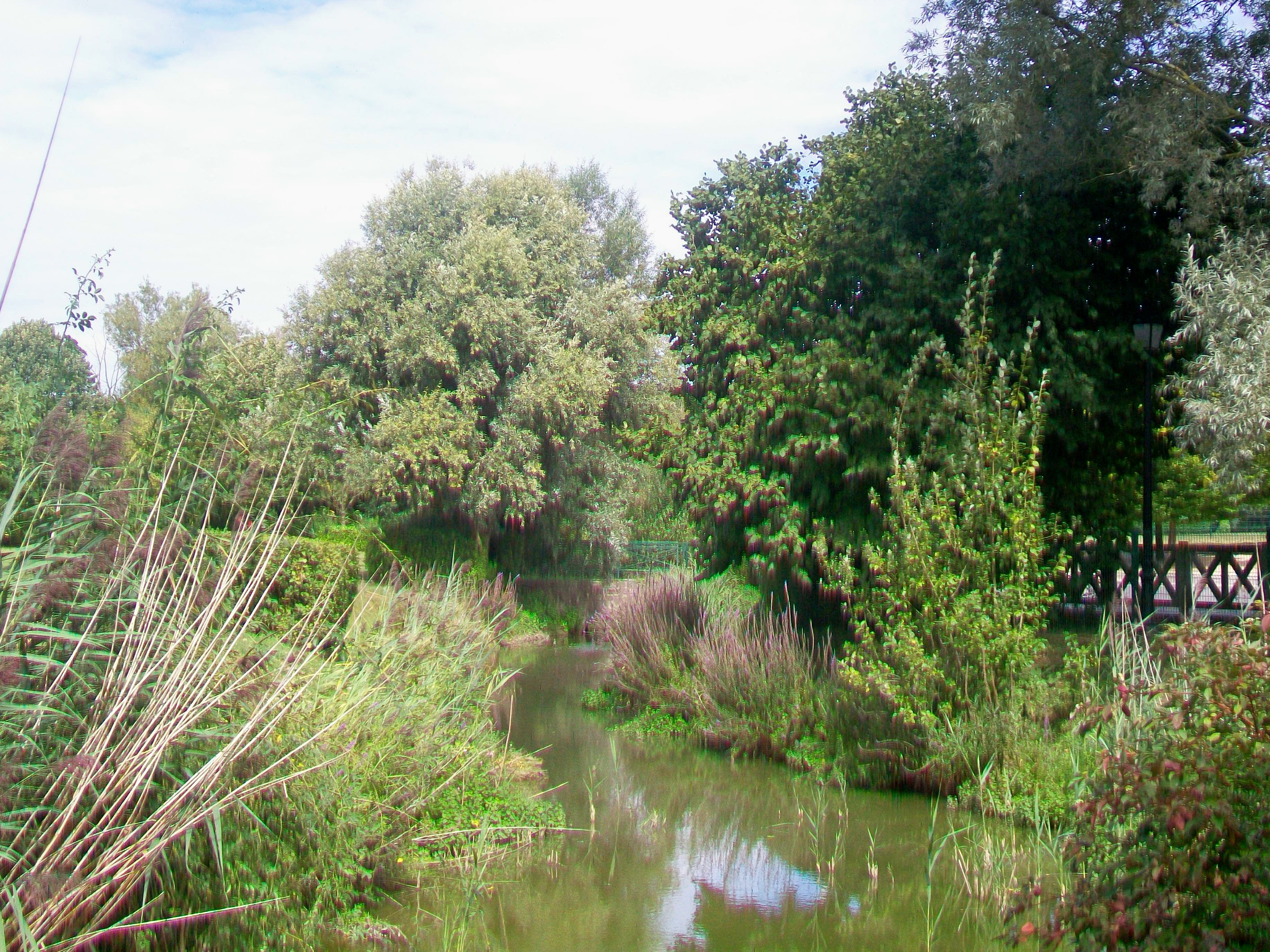
Source de la Biberonne à Moussy-le-Neuf.
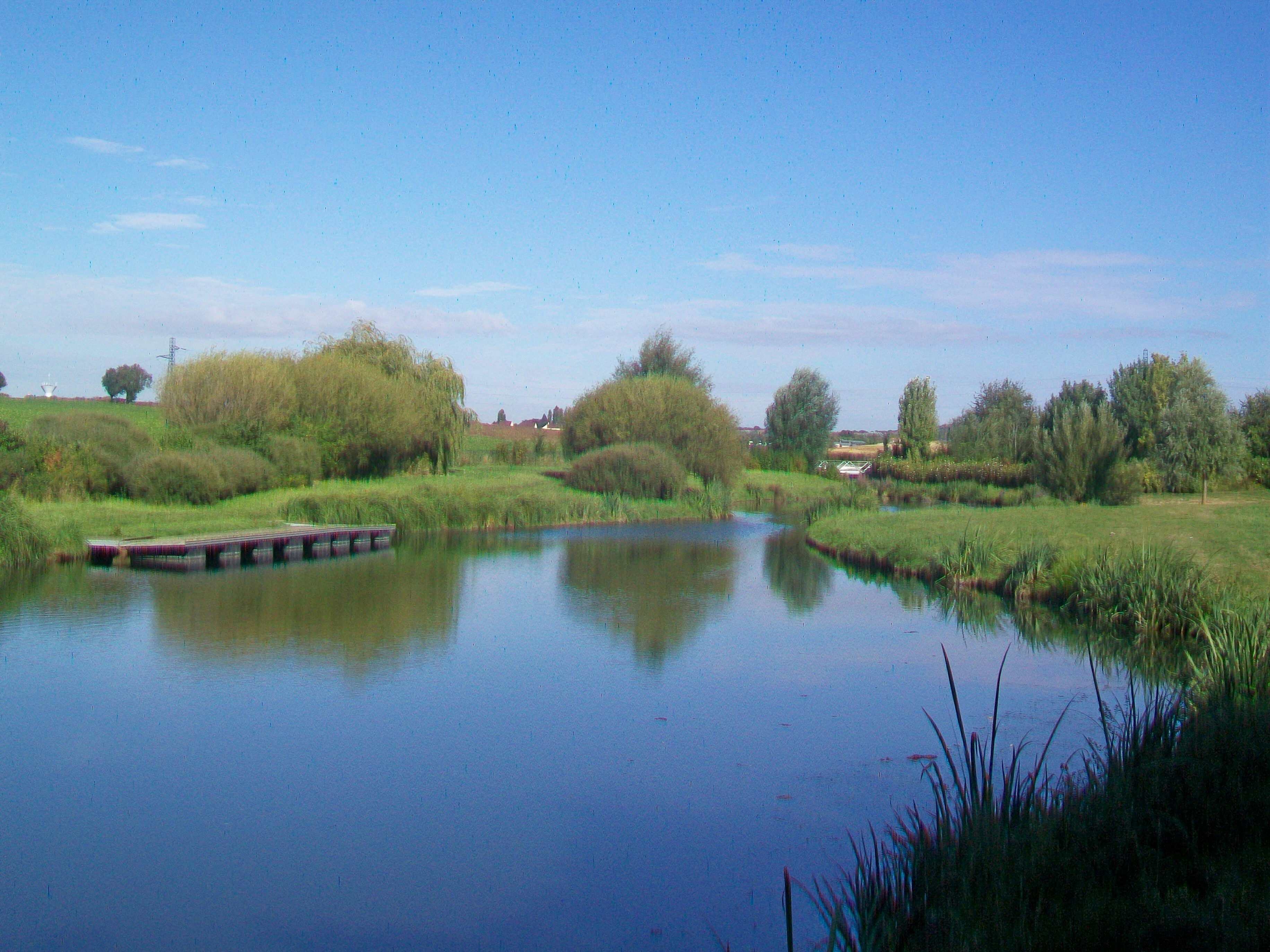
Étangs sur la Biberonne à Moussy-le-Vieux (en son amont).